# Wilhelm Gliese
Wilhelm Gliese (Goldberg, 21 giugno 1915 – Heidelberg, 12 giugno 1993) è stato un astronomo tedesco, che si specializzò nello studio e nella catalogazione delle stelle vicine.

## Biografia
Nato a Goldberg (ora Złotoryja), nella Slesia polacca, lavorò all'Astronomisches Rechen-Institut, prima a Berlino e successivamente a Heidelberg. Da studente fu incoraggiato dall'astronomo olandese Peter van de Kamp allo studio delle stelle vicine, attività che esercitò per il resto della sua vita. Spedito sul fronte orientale durante la seconda guerra mondiale, fu fatto prigioniero dai sovietici e liberato solo nel 1949. Tornato a lavorare all'Istituto, dopo la guerra si spostò a Heidelberg. Ufficialmente si ritirò nel 1980, ma continuò la sua attività fino alla morte, avvenuta nel 1993.

## Catalogo Gliese
Gliese è noto in particolar modo per la compilazione del catalogo che porta il suo nome, il catalogo delle stelle vicine (in inglese: Catalogue of Nearby Stars (CNS)). La prima compilazione del catalogo avvenne nel 1957, e una seconda volta nel 1967. Gliese pubblicò poi due supplementi, nel 1979 e nel 1991, in quest'ultimo caso in collaborazione con Hartmut Jahreiß.